# 中雨竜仮乗降場
中雨竜仮乗降場（なかうりゅうかりじょうこうじょ）は、かつて北海道雨竜郡雨竜町満寿にあった日本国有鉄道（国鉄）札沼線の仮乗降場（廃駅）である。1972年（昭和47年）に新十津川駅 - 石狩沼田駅間が廃線となったため、駅に昇格することなく廃止となった。

## 歴史
- 1956年（昭和31年）11月16日 - 仮乗降場（局設定）として新設[1]。
- 1972年（昭和47年）6月19日 - 札沼線新十津川 - 石狩沼田間の廃線により廃止となる[1]。

## 駅構造
新十津川に向かって左手に単式ホーム1面1線を有した。ホーム上横に張り出して待合室が設けられていた。

## 駅周辺
- 雨竜中学校
- 雨竜小学校

## 駅跡
軌跡も含め完全に均されて畑になっており、畑の区画もかつての軌道位置とは異なるため痕跡は残されていない。

## 隣の駅
日本国有鉄道
札沼線
雨竜駅 - 中雨竜仮乗降場 - 石狩追分駅

## 参考
- 1967年および1971年測量 国土地理院2万5千分の1地形図「江部乙」